# Golnice
Golnice (dawniej niem. Groß Gollnisch) – wieś w Polsce położona w województwie dolnośląskim, w powiecie bolesławieckim, w gminie Bolesławiec.
| SIMC    | Nazwa     | Rodzaj    |
| ------- | --------- | --------- |
| 0189049 | Laskowice | część wsi |

Wieś leży w Borach Dolnośląskich nad Bobrem przy drodze DW297 w pobliżu węzła z autostradą A18. Od lat 60. do połowy lat 80. w okolicy miejscowości krzyżowały się drogi międzynarodowe E14 i E22.
W miejscowości był przystanek kolejowy Golnice.
W latach 1975–1998 miejscowość administracyjnie należała do województwa jeleniogórskiego.